# Sociedade Portuguesa de Autores
Die Sociedade Portuguesa de Autores (SPA) ist die Verwertungsgesellschaft, die in Portugal für ihre Mitglieder die Nutzungsrechte aus dem Urheberrecht verwaltet. Die Gründung erfolgte am 22. Mai 1925. Die Genossenschaft mit Sitz in Lissabon trägt seit April 1970 den heutigen Namen.  SPA tritt auch als Verlag auf und vergibt Literatur- und Musikpreise.

## Geschichte

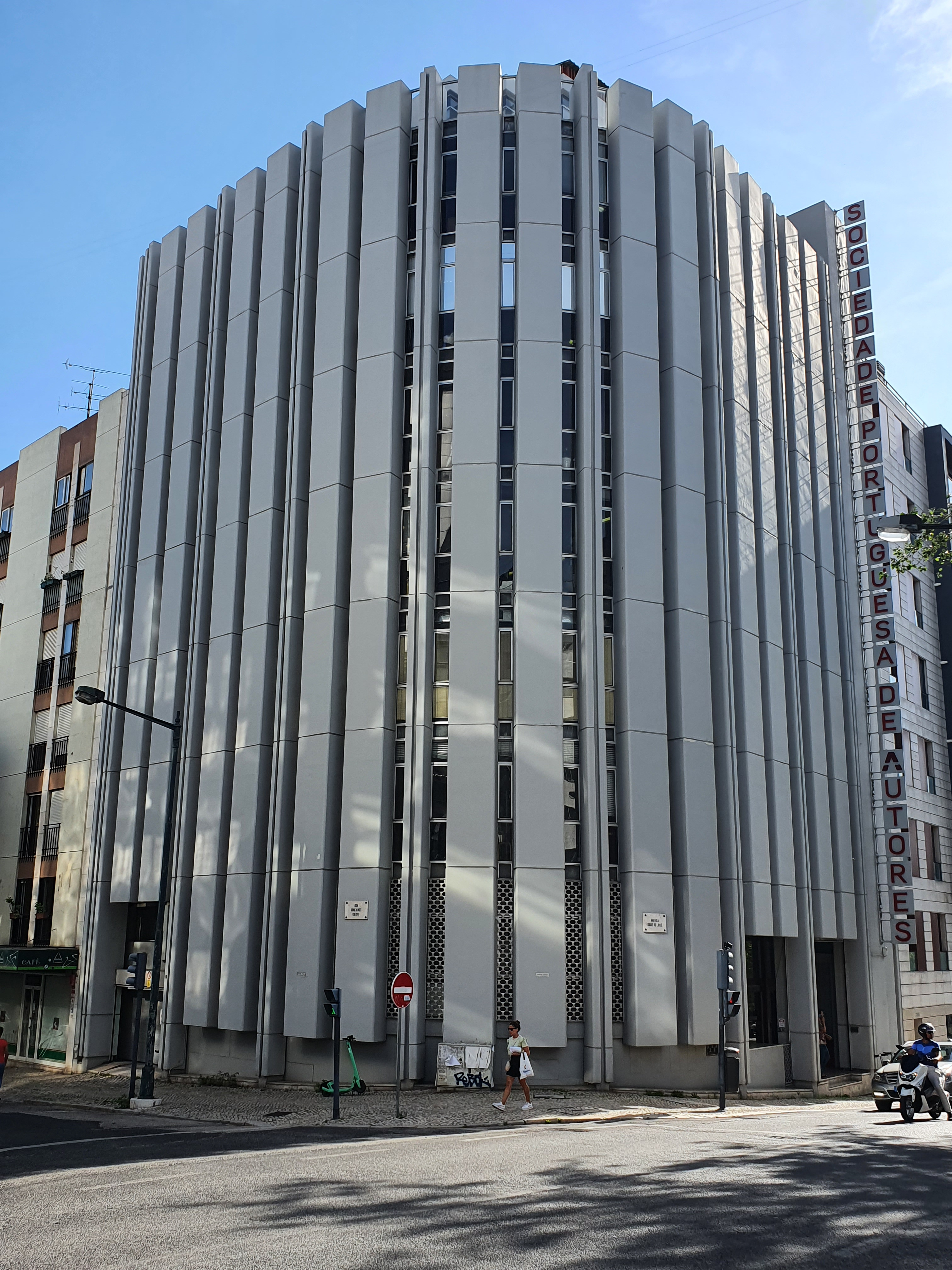
Gebäude der SPA in der Avenida Duque de Loulé, Hausnummer 31, in Lissabon.

1873 unternahmen Schriftsteller und Theaterautoren den Versuch, in Portugal eine Gesellschaft zum Schutz ihrer Autorenrechte zu gründen, der nicht zum Erfolg führte. 1911 gelang es einer Gruppe von Autoren um Henrique Lopes de Mendonça, die Associação de Classe dos Autores Dramáticos Portugueses zu legalisieren, die jedoch nicht mehr als 50 Mitglieder zählte und nicht lange bestand. Am 22. Mai 1925 schließlich gründete der Autor und Übersetzer Mário Duarte, zusammen mit einer Reihe von Komponisten und Autoren (darunter Mendonça), die SECTP, die Sociedade de Escritores e Compositores Teatrais Portugueses ("Gesellschaft der portugiesischen Schriftsteller und Theater-Komponisten"). Die "Genossenschaft mit beschränkter Haftung" hatte ihren Sitz in der Hausnummer 13 des zentralen Lissaboner Praça-dos-Restauradores-Platz. Erster Präsident war Júlio Dantas. Noch im gleichen Jahr wurde eine Niederlassung der SECTP in Porto eröffnet. 1928 unterhielt die SECTP bereits ein Netz an Vertretungen im ganzen Land. Neuer Präsident wurde nun Félix Bermudes, der das Amt bis 1960 innehatte.
1968 trat die SECTP dem Bureau International de l’Edition Mecanique (BIEM) bei. 1970 passte die SECTP ihre 1928 erlassenen Statuten ihren veränderten Aufgaben an. Gleichzeitig nannte sie sich in SPA - Sociedade Portuguesa de Autores um und trug damit dem Umstand Rechnung, dass sie inzwischen die Rechte von Autoren geistiger Schöpfungen aller Art vertrat. Nach zahlreichen Umzügen wurde 1975, nach der Nelkenrevolution und rechtzeitig zum 50. Jubiläum, das neue, eigene Gebäude eingeweiht. Seit 1972 im Bau, und von Architekt Maurício de Vasconcelos entworfen, residiert die SPA seither in der Hausnummer 31 der Avenida Duque de Loulé, nahe der Praça Marquês de Pombal.
Zum 60. Jubiläum verlieh Staatspräsident Ramalho Eanes der SPA 1985 den Orden des Infanten Dom Henrique. 1989 war die SPA Gründungsmitglied der Groupement Européen des Sociétés d'Auteurs et Compositeurs (GESAC), der europäischen Dachvereinigung der Urheberrechtsgesellschaften. Nach Ausweitung ihrer Aktivitäten und der Eröffnung eines weiteren Gebäudes der SPA 1990 in der Nummer 62 der Rua Gonçalves Crespo, vergibt sie ab 1994 die beiden Künstlerpreise Consagração de Carreira (für eine "verdiente Karriere") und Prémio Revelação (für ein "neu entdecktes Talent") auf nationaler Ebene. Zum 70. Jubiläum erhielt die SPA 1995 den Orden für Verdienst durch Staatspräsident Mário Soares und führte den Grande Prémio de Teatro Português ein, ihren Preis für neue portugiesische Theaterstücke. Inzwischen vergibt die SPA weitere Preise, auch an internationale Autoren und in einer vom Fernsehen übertragenen Gala-Sendung. Sie entwickelte in den letzten Jahren immer weitreichendere Aktivitäten, und ist nun u. a. aktiv in der Kulturförderung, arbeitet mit der Polizei bei der Ausbildung zusammen im Bereich Plagiatsbekämpfung, und gibt die vierteljährliche Mitgliederzeitschrift Autores heraus.

## Das Unternehmen

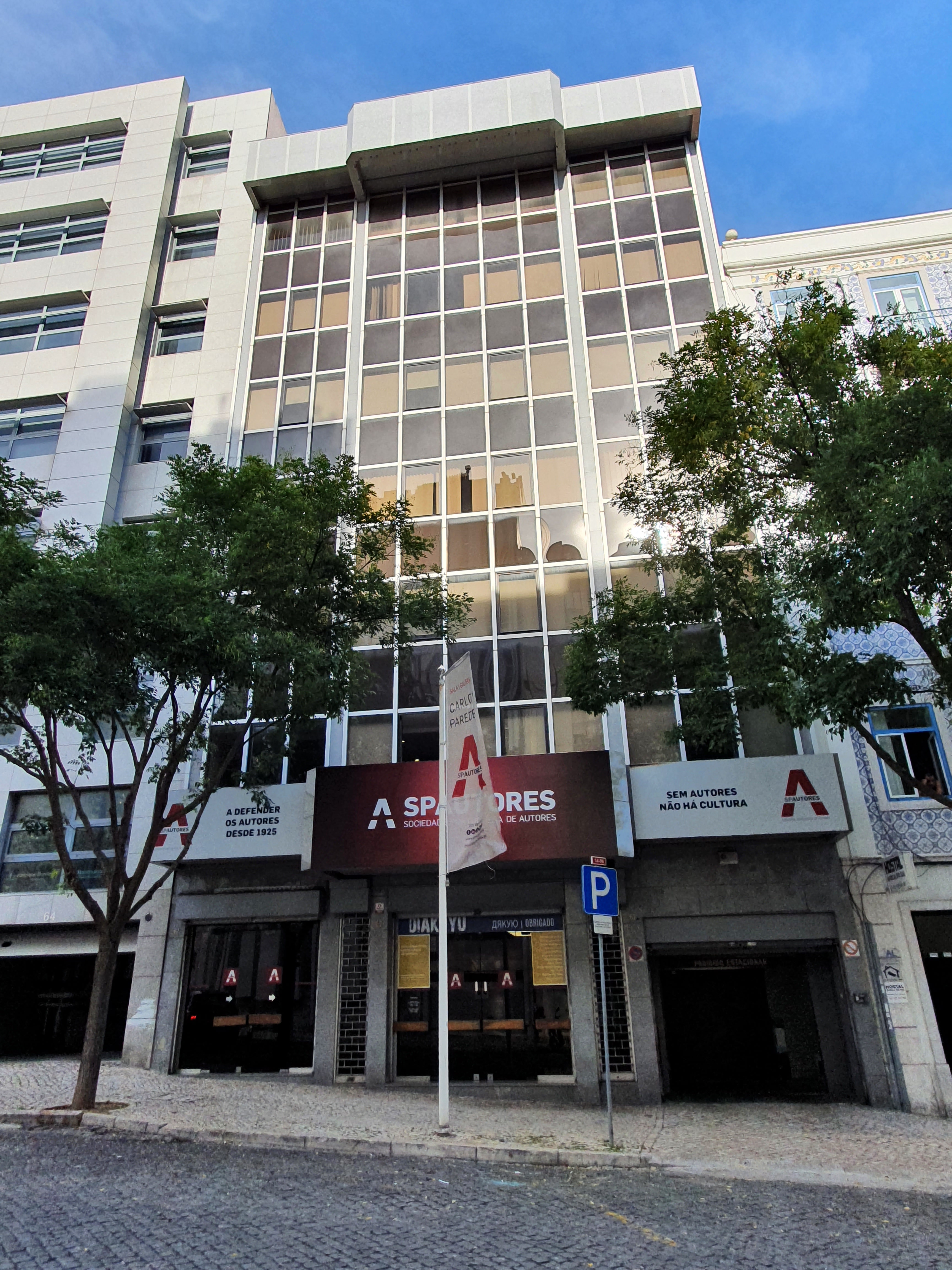
Haupteingang zur SPA (seitlich zum SPA-Gebäude der Avenida Duque de Loulé).

Die SPA ist gemäß ihrer Statuten eine von Autoren geistiger Werke geführte und selbstverwaltete Genossenschaft. Ihr gehören heute etwa 25.000 Künstler aller Richtungen an. Etwa 60 % sind Musiker, die für etwa 70 % der Einnahmen verantwortlich sind. Die SPA schloss das Jahr 2011 mit einem Gewinn von über 500.000 Euro ab, nach über 700.000 in 2010. Präsident ist seit 2007 der Schriftsteller und Journalist José Jorge Letria.

## Mitgliedschaft und Struktur
Jeder Autor einer veröffentlichten oder demnächst zu veröffentlichenden geistigen Schöpfung kann Mitglied ("associado" oder auch "sócio") werden, unabhängig von Nationalität oder Wohnort. Die SPA unterscheidet ihre Mitglieder in Nutznießer ("sócio beneficiário") und Mitwirkende ("sócio cooperador").
Nutznießer ist jedes Mitglied. Es erwirbt damit das Recht auf Erhebung von Nutzungsrechts-Tantiemen für sein geistiges Eigentum, aber auch juristische Unterstützung bei Fragen von Urheberrechtsverletzungen. Des Weiteren stehen ihm verschiedene Dienstleistungen und Vergünstigungen zur Verfügung, u. a. die Nutzung von Veranstaltungsräumen und der umfangreichen Bibliothek (33.000 Fachbücher). Die SPA sorgt über ihre annähernd 200 Partnerorganisationen (darunter im deutschsprachigen Raum die GEMA, die AKM und die SUISA) dafür, dass die Urheberrechte ihrer Mitglieder auch im Ausland gewahrt werden, während sie im Inland dies ihrerseits für die Mitglieder ihrer Partnerorganisationen tut.
Abhängig von einer Mindestzahl an Mitgliedsjahren, eingetragenen Werken und jährlichen Royaltys wird das Mitglied Mitwirkender und erlangt damit das aktive und passive Wahlrecht innerhalb der Genossenschaftsgremien (insbesondere Direktion, Generalversammlung und Verwaltungsrat). Im Jahr 2000 waren etwa 5 % der Nutznießer auch Mitwirkende.
Die SPA pflegt zwei Arten der Partnerschaften. Zum einen die von gleichen Interessen geleitete Zusammenarbeit, etwa mit dem Kulturministerium oder dem portugiesischen Verband der Phonoindustrie (Associação Fonográfica Portuguesa). Zum anderen die kulturell ausgerichtete Zusammenarbeit mit den verschiedensten gesellschaftlichen Gruppen, etwa bei der Förderung neuer Theaterprojekte, Ausstellungen neuer Künstler in den eigenen Räumen, Öffnung ihrer umfangreichen Archive u. a. Die SPA ist auch als Verlag ein bedeutender kultureller Akteur in Portugal, vor allem seine Veröffentlichungen portugiesischer Theaterstücke oder von Biografien sind hier zu nennen.
Auf internationaler Ebene unterhält sie Partnerschaften mit der UNESCO-Partnerorganisation für Urheberrechte, European Cultural Association, der Weltorganisation für geistiges Eigentum (WIPO), der Confédération Internationale des Sociétés d’Auteurs et Compositeurs (CISAC) und der Groupement Européen des Sociétés d'Auteurs et Compositeurs (GESAC).